# Livingston (Montana)
Livingston è una città degli Stati Uniti d'America situata nel Montana, nella contea di Park, di cui è anche la capitale.